# Fotorespirație

Ciclul fosforespirației simplificat

Ciclul fosforespirației și ciclul Calvin

Fotorespirația (cunoscută și ca ciclul carbonului oxidativ fotosintetic sau ciclul C2) este un proces biochimic ce are loc ca parte a metabolismului plantelor, în care enzima RuBisCO oxigenează RuBP cu consum de energie produs ca urmare a fotosintezei. Ca urmare, are loc adiția de dioxid de carbon la RuBP (prin proces de carboxilare), ceea ce este o etapă cheie în ciclul Calvin. Aproximativ 25% din reacțiile catalizate de RuBisCO adiționează oxigen la RuBP (prin oxigenare), formând un produs nefolositor pentru ciclul Calvin. Aceste reacții secundare scad eficacitatea fotosintezei, deci scad capacitatea pantelor de a fixa carbonul C3 cu 25%.